# 契瓦爾 (佛羅里達州)
契瓦爾（英語：Cheval）是位於美國佛羅里達州希爾斯波羅縣的一個人口普查指定地區。

## 地理
契瓦爾的座標為28°08′47″N 82°30′56″W / 28.14639°N 82.51556°W，而該地最高點為海拔高度18米（即59英尺）。

## 人口
根據2010年美國人口普查的數據，契瓦爾的面積為17.60平方千米，當中陸地面積為15.40平方千米，而水域面積為2.20平方千米。當地共有人口10702人，而人口密度為每平方千米608人。